# 미국 태평양 육군의 전투 서열
이 문서는 미국 태평양 육군의 전투 서열에 관한 문서이다.

## 상위조직
- 관리통제(ADCON)
  - 전쟁부, 1910년 10월 25일
  - 미국 육군부, 1947년 9월 18일
- 작전통제(OPCON)
  - 연합군 최고사령부 총본부, 1945년
  - 미국 태평양 사령부, 1947년 1월 1일
  - 미국 인도-태평양 사령부, 2018년 1월 1일

## 지휘부
- 하와이 관구, 1910년 10월 25일
- 하와이 지구, 1911년 10월 1일
- 하와이 지부, 1913년 2월 15일
- 미국 중앙태평양 지역 육군, 1943년 8월 14일
- 미국 중앙태평양 지역 육군, 1944년 7월 1일
- 미국 태평양 지역 육군, 1944년 8월 1일
- 미국 중부태평양 육군, 1945년 7월 1일
- 미국 태평양 육군 (AFPAC), 1945년 4월 6일
- 미국 태평양 육군 (USARPAC), 1947년 11월 15일
- 미국 태평양 사령부, 육군지원단, 1975년 1월 1일
- 미국 육군 서부사령부, 1979년 3월 23일
- 미국 태평양 육군, 1990년 8월 30일

## 전간기, 1941년 12월 7일 이전
- 하와이 공군
- 하와이 사단; 1921년, 창설 ~ 1941년, 제24,25보병사단으로 분할
  - 제24보병사단; 1941년 10월 1일, 창설
  - 제25보병사단; 1941년 10월 1일, 창설
- 하와이 해안포병사령부 - 포트 디루시; 1941년 12월 7일, 창설
  - 호놀룰루 항만방어대 - 포트 디루시; 1910년, 설립 ~ 1946년, 해체
  - 진주만 항만방어대 - 포트 카메하메하; 1914년, 설립 ~ 1948년. 해체
  - 제53해안포병여단
- 하와이 근무사령부; 1941년 6월 16일, 폐지
- 하와이 제도 주둔군/관구
  - 하와이섬; 1941년 12월 7일
  - 마우이섬; 1941년 12월 7일 ~ 1944년 7월 1일, CPBC 전속
  - 카우아이섬; 1941년 4월 18일 ~ 1944년 7월 1일, CPBC 전속
  - 캔턴섬; 1941년 11월 14일
  - 크리스마스섬; 1941년 11월 18일

## 제2차 세계 대전

### 1941년 12월 7일 ~ 1944년 6월 30일
- 하와이 해안포병사령부(HCAC); 1941년 12월 7일 ~ 1942년 3월 16일, 해산
- 하와이 포병감; 1942년 1월 25일, 설립 ~ 1943년 8월 10일, 해체
  - 하와이 포병사령부(HCAC); 1943년 8월 10일, 창설 ~ 1944년 7월 1일, 해체
- 하와이 지부 보급근무대; 1942년 10월 6일 ~ 1943년 10월 10일, 개편
  - 하와이 지부 근무대; 1943년 4월 10일 ~ 1943년 8월 10일, 해체
- 제13보충창; 1943년 8월 13일 ~ 11월 1일
- 육군항만근무사령부(AP&SC); 호놀루루, 1943년 8월 10일, 창설
- 육군주둔지군 (AGF); 1942년 2월 11일
  - 하와이 관구; 1944년 7월 1일, CPBC 전속
  - 마우이섬 관구; 1944년 7월 1일, CPBC 전속
    - 몰로카이-라나이 관구; 1944년 3월 24일, 전속

  - 카우아이섬 관구; 1944년 7월 1일, CPBC 전속
  - 칸톤 제도; 1944년 7월 1일, CPBC 전속
  - 크리스마스 제도; 1944년 7월 1일, CPBC 전속
- 지부 예비군, 1942년 7월 28일, 창설 ~ 1944년 6월 29일, 개편
  - 전투훈련사령부 (CTC); 1944년 6월 29일, 창설
- 하와이 공군; 1942년 2월 5일, 제7공군으로 재편성

### 1944년 7월 1일 ~ 1945년 8월 15일
- 중앙태평양 기지사령부 (CPBC); 1944년 7월 1일, 창설
  - 하와이 해안포병사령부 (HSAC) - 포트 루거; 1944년 7월 1일, 전속 ~ 1945년 5월 10일, 재편성
  - 제2274해안포병사령부; 1945년 5월 10일
  - 하와이 대항공기포병사령부 (HAAAC) - 포트 샤프터; 1944년 7월 1일, 전속 ~ 1945년 5월 10일, 재편성
  - 제2273대항공기포병사령부; 1945년 5월 10일
  - 하와이 방공비행단
  - 전투훈련사령부; 1944년 8월 1일, 전속 ~ 1945년 7월 31일, 해체
- 오아후 지상방위대; 1945년 2월 1일, 창설 ~ 5월 26일, CTC로 전속
- 서태평양 기지사령부 (WPBC); 1945년 4월 25일
- 남태평양 기지사령부 (SPBC); 1944년 8월 1일
- 보충훈련사령부 (임시)(RTC); 1944년 7월 24일, 창설
  - 남태평양 보충훈련사령부; 1944년 8월 13일, 전속
  - 제6보충창 - 뉴칼레도니아; 1944년 9월 11일
  - 제13보충창 - 오아후 섬; 1943년 8월 13일, 전속 ~ 11월 1일
  - 제23보충창 - 사이판; 1945년 1월 24일
  - 제25보충창 - 스코필드 막사; 1945년 3월 29일, 전속
- 육군항만근무사령부; 1947년 해산
- 전투훈련사령부; 1944년 6월 29일 ~ 8월 1일, CPBC로 전속
- 제10군; 1944년 9월 2일 ~ 1945년 7월 31일, 전속
- 제24(XXIV)군단; 1944년 7월 1일 ~ 1945년 2월 10일, 전속
- 육군주둔지군; ~ 1945년 4월 25일
- 제13보충창; 1944년 1월 20일, AP&SC에서 전속 ~ 8월 15일, RTC 전속
- 제7공군; 1942년 2월 5일 ~ 8월 1일, 전속
- 태평양 지역 육군 항공대; 1944년 8월 1일 ~ 1945년 7월 16일
- 중부태평양 육군 항공대 (임시); 1945년 7월 16일

### 1945년 6월 10일 ~ 7월 1일
- 제1군
- 제6군
- 제8군
- 제10군; 1945년 10월 1일, 폐지
- 중부태평양 육군 (USAFMIDPAC)
- 서태평양 육군 (USAFWESPAC)
  - ASCOM-O
- ASCOM-C
- 극동공군

## WW2 종전후

### 1945년 9월 2일
| - 제6군 - 제1(I)군단 - 제6보병사단 - 제25보병사단 - 제33보병사단 - 제98보병사단 - 제5(V)상륙군단 - 제2해병사단 - 제3해병사단 - 제5해병사단 - 제10(X)군단 - 제24보병사단 - 제41보병사단 - ASCOM-O | - 제8군 - 제14(XIV)군단 - 제11공수사단 - 제27보병사단 - 제4해병사단 - 제9(IX)군단 - 제77보병사단 - 제81보병사단 - 제158기병연대전투단 (RCT) - 제11(XI)군단 - 제23보병사단 - 제43보병사단 - 제1기병사단 - 제112기병연대전투단 (RCT) - ASCOM-C |

### 1946년 4월 15일
- 제8군
  - 미국 제1(I)군단; 1950년 3월 28일, 해산.
    - 제2해병사단
    - 제24보병사단
    - 제25보병사단

  - 미국 제4(IV)군단
    - 제1기병사단
    - 제11공수사단; 1949년 5월, 켄터키주 캠프 캠벨로 이동.

  - 영연방 점령군 (BCOF) - 히로시마현, 구레; 1952년, 주한 영연방군으로 재편성.
    - 오스트레일리아 제34여단
    - 뉴질랜드 제9여단
    - 영국 제5보병여단
    - 제268인도보병여단
    - J 부대; 1946년 ~ 1948년, 해산.
- 제24(XXIV)군단 - 한국; 1949년 1월 25일, 해산.
  - 한국 기지사령부
  - 제6보병사단; 1949년 1월 10일, 해산.
  - 제7보병사단
- 미국 중부태평양 육군 (USAFMIDPAC)
  - 남태평양 기지사령부 (SPBC)
  - 서태평양 기지사령부 (WPBC)
  - 중앙태평양 기지사령부 (CPBC)
- 미국 서태평양 육군 (USAFWESPAC)
  - 오키나와 기지사령부; 7월 1일, 류큐사령부로 재편성.
    - 제24보병연대; 1947년 2월 1일, 제25보병사단으로 전속.

  - 주필 미국 육군 (USAFIP) 지역사령부
  - 제86보병사단 지역사령부; 10월, 해산.
  - 제32대항공기포병여단 지역사령부 - 필리핀; 1947년 5월 30일, 해산.
- 태평양 항공사령부 (PACUSA); 1947년 1월 1일, 극동공군으로 재편성.
  - 제5공군 - 후추 비행장
  - 제7공군 - 히캄 비행장; 1947년 1월 1일, 해산.
  - 제8공군 - 가데나 육군 비행장; 6월 7일, 전략항공사령부로 전속.
  - 제13공군 - 클라크 비행장
  - 제20공군 - 하몬 비행장

## 냉전
- 주월 미국 육군; 1965년 7월 20일 ~ 1973년 3월 28일, 해체
- 주태 미국 육군 지원대; 1962년 5월 ~ 1972년, 해체
- 미국 류큐 열도 육군; 1946년 7월 1일 ~ 1972년 5월 15일, 해체
- 주일 미국 육군; 1990년, 예속
- 미국 알래스카 육군; 1989년, 전속
- 제6보병사단; 1986년 4월 16일, 재소집 ~ 1994년 7월 6일, 해산
- 제25보병사단; 1955년, 전속

## 2011년~2016년

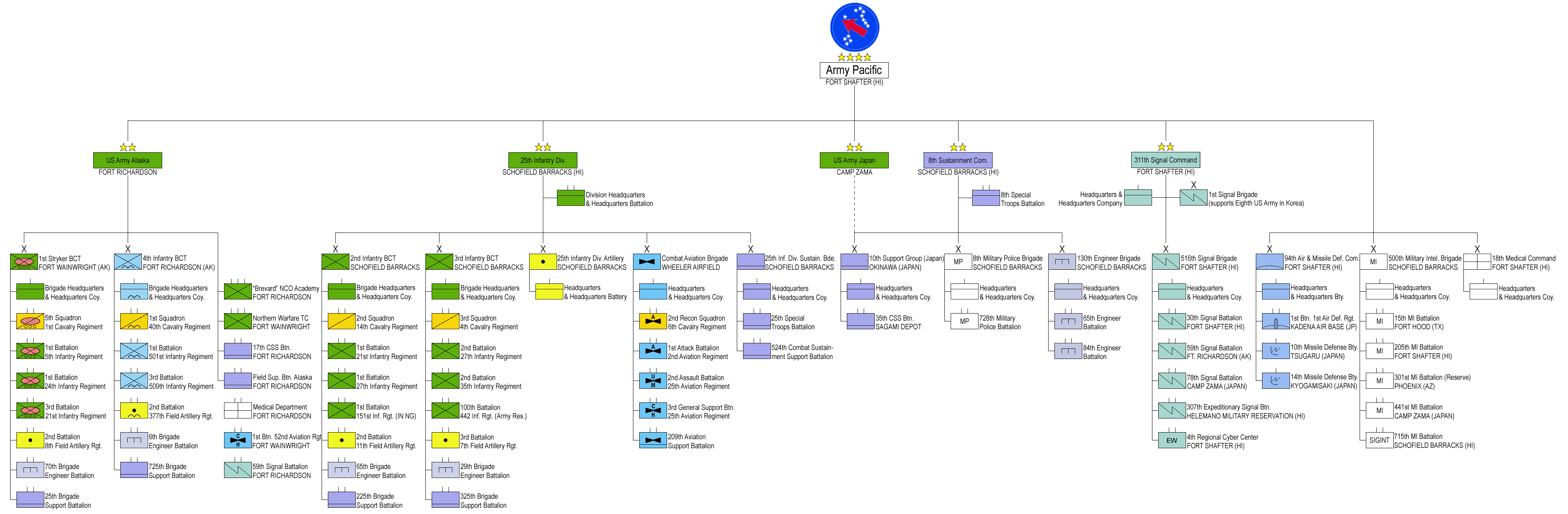
조직도 (2011년~2016년)

- 미국 알래스카 육군 - 알래스카주, 포트 리처드슨; 2019년 여름, 제1군단 전속
  - 제25보병사단, 1여단전투단 (스크라이커)
  - 제25보병사단, 4여단전투단 (보병)
  - 제3기동개선여단 - 알래스카주, 포트 리처드슨; 2011년 9월 16일, 해체
  - 제2공병여단 - 알래스카주, 포트 리처드슨; 2011년 9월 16일 ~ 2015년 5월 15일
  - 제16전투항공여단 - 포트 웨인라이트; 2011년 3월 11일, 제1군단으로 전속함.
- 주일 미국 육군 - 캠프 자마; 2019년 여름, 제1군단 전속
  - 제10지역지원단 - 오키나와 도리이 스테이션
- 제25보병사단 - 스코필드 막사; 2019년 여름, 제1군단 전속
  - 제25보병사단, 2여단전투단 (스크라이커) - 스코필드 막사
  - 제25보병사단, 3여단전투단 (스크라이커) - 스코필드 막사
  - 사단 포병대 - 스코필드 막사
  - 제25전투항공여단 - 휠러 비행장
  - 제25보병사단 지원여단
- 제8전구지원사령부 - 스코필드 막사
  - 제8군사경찰여단 - 스코필드 막사
  - 제45지원여단 - 스코필드 막사; 2015년 6월 30일, 제25보병사단 지원여단이 됨.
  - 제130공병여단 - 스코필드 막사
- 제18의무사령부 - 포트 샤프터
- 제94육군방공미사일방어사령부 - 포트 샤프터
- 제311통신사령부 - 포트 샤프터
  - 제1통신여단 - 대한민국 캠프 험프리스
  - 제516통신여단 - 포트 샤프터
- 제500군사정보여단 - 스코필드 막사
- 제5전장협조분견대

## 참고
1. ↑  〈CHAPTER XII FINAL SWPA OPERATIONS AND ORGANIZATION OF AFPAC〉. 《THE CAMPAIGNS OF MACARTHUR IN THE PACIFIC》. Reports of General MacArthur (영어). 390쪽. 2020년 2월 24일에 확인함.
2. ↑  〈CHAPTER XIV JAPAN'S SURRENDER〉. 《THE CAMPAIGNS OF MACARTHUR IN THE PACIFIC》. Reports of General MacArthur (영어). 451쪽. 2020년 2월 24일에 확인함.
3. ↑  “U.S. Army Forces Pacific 15 April 1946” (PDF) (영어). 일본 국립국회도서관. 2016년 3월 25일에 원본 문서 (PDF)에서 보존된 문서. 2017년 11월 8일에 확인함.

- “Order of Battle of The United States Army Ground Forces In World War II: Pacific Theater of Operations” (PDF) (영어). Washington D.C.: Office of Military History, United States Army. 1959. 2017년 11월 9일에 확인함.